# Ахалцихе
Ахалцихе (груз. ახალციხე, тур. Ahıska, јер. Ախալցխա; познат и као Ломсија) је град у Грузији у регији Самцхе-Џавахетија. Име града значи „нова тврђава“ на грузијском. Према процени из 2014. у граду је живело 17.903 становника.
Кроз град тече речица Поцхови која дели град на стари, северни, и нови, јужни део. Први пут се помиње у 12. веку.

## Становништво
Према процени, у граду је 2014. живело 17.903 становника.
| 1989.  | 2002.  | 2014.  |
| ------ | ------ | ------ |
| 24.570 | 18.452 | 17.903 |